# Ruth Rose
Ruth Rose (Somerville,16 de enero de 1896-Santa Mónica, 8 de junio de 1978) fue una escritora que trabajó en varias películas entre las décadas de 1930 y 1940, la más famosa fue King Kong.

## Primeros años de vida
Rose nació el 16 de enero de 1896, hija del dramaturgo Edward E. Rose. A los 14 años apareció por primera vez en los escenarios de Broadway haciendo varios papeles ingenuos. En 1926, Rose trabajaba como historiadora oficial en una expedición de la Sociedad Zoológica de Nueva York a las Islas Galápagos, dirigida por William Beebe .  Ernest Schoedsack trabajaba como director de fotografía en esa misma expedición, justo después de haber realizado la película Grass: A Nation's Battle for Life (1925) con Merian C. Cooper. Rose y Schoedsack se conocieron allí y se enamoraron. En 1926 se casaron. Se unió a Schoedsack y Cooper en algunas de sus otras aventuras y producciones, incluida la película Chang (1927). 

## King Kong
A principios de la década de 1930, Cooper comenzó el desarrollo de su película King Kong. Ya había conseguido que otros dos escritores trabajaran con él. El primero, Edgar Wallace, murió antes de poder hacer cambios significativos, y el segundo, James Ashmore Creelman, escribió un guion demasiado lento, descriptivo y con demasiados diálogos floridos según Cooper. Entonces contrató a Rose para reelaborarlo. Rose eliminó muchas de las escenas largas y sin importancia que Creelman había escrito para darle un ritmo más rápido. Se le atribuye haber escrito frases tan famosas como "Oh, no. No fueron los aviones. Fue La Bella mató a la Bestia". También basó el personaje de Carl Denham en Merian Cooper y Jack Driscoll en su marido, Ernest Schoedsack. Ahora se parecía más a una de las aventuras anteriores de Cooper-Schoedsack. 

## Vida posterior
Después del éxito de King Kong, Rose escribió varias otras películas, como son Blind Adventure, El hijo de Kong, La diosa de fuego, The Last Days of Pompeii y Mighty Joe Young, otra aventura de simios gigantes. Su guion de King Kong fue la base para dos remakes de King Kong, uno en 1976 y otro en 2005. Rose no escribió más películas antes de su muerte, el 8 de junio de 1978, aunque hizo muchas reescrituras y cambios de diálogos a lo largo de los años. Le sobrevivieron su marido y su único hijo, Peter, nacido en 1929 con parálisis cerebral.

## Filmografía
- King Kong (1933) (guionista)
- Aventura a ciegas (1933) (escritora)
- El Hijo de Kong (1933) (historia)
- La diosa de fuego (1935) (adaptación y diálogo)
- Los últimos días de Pompeya (1935) (guion)
- Mighty Joe Young (1949) (guion)